# サーベイメータ

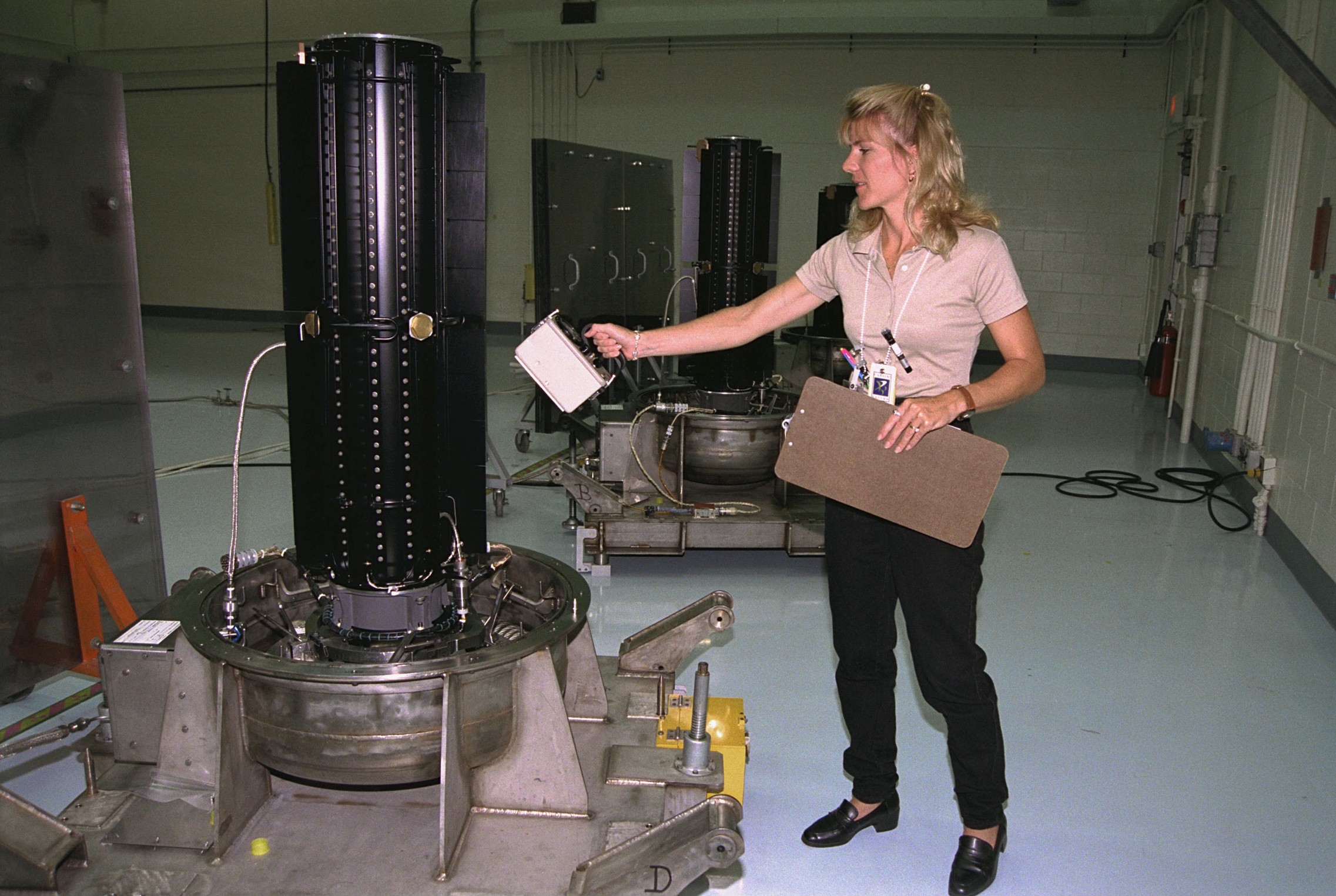
ガンマ線を検出するために使用されている携帯型電離箱サーベイメーター

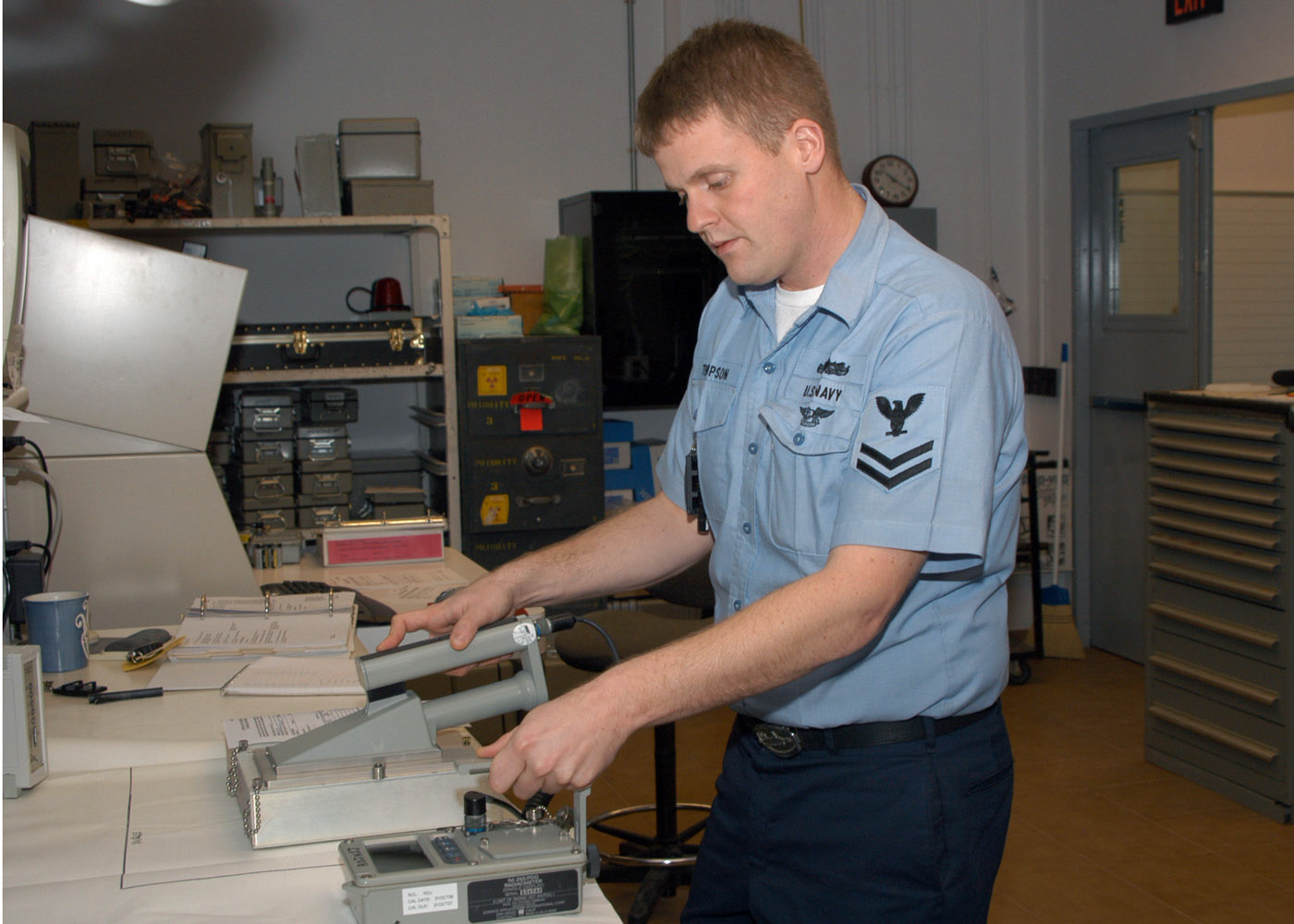
校正中のアルファシンチレーションプローブ

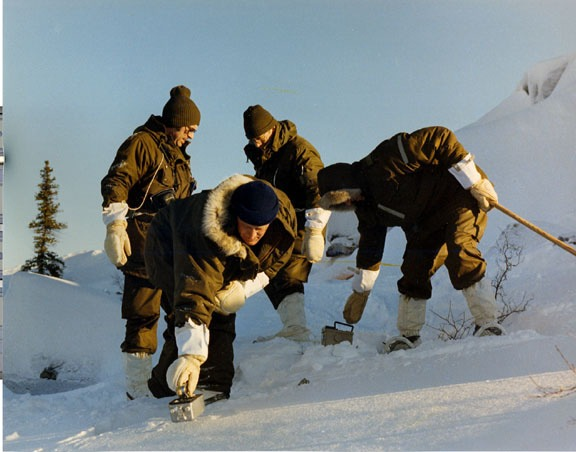
極限環境で使用されている測量計

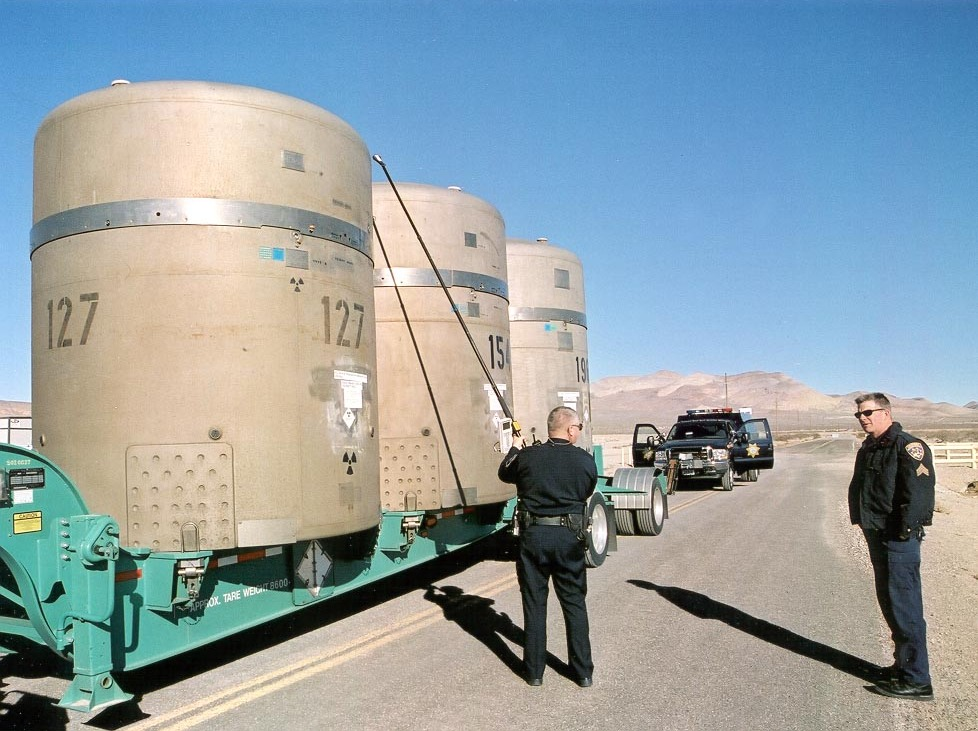
ガンマ線を検出するために使用されている長いポール上の「ホットスポット」検出器

サーベイメータ（英: Survey meter）は、放射線防護のために用いられる測定機器で、人員、機器、環境などの放射能汚染や周囲の放射線をチェックするための携帯型の電離放射線測定器。ハンディタイプのサーベイメータは、放射線測定器の中でも最も身近な存在であり、広く普及している。

## タイプ
最も一般的に使用されている携帯型測量計には、アルファ線、ベータ線、および中性子線の測定に使用されるシンチレーションカウンター、アルファ線、ベータ線、ガンマ線レベルの測定に広く使用されているガイガーカウンター、ベータ線、ガンマ線、 X線測定に使用される電離箱、がある。

## 機能設計
機器は手持ち式に設計されており、電池式で質量が小さいため、簡単に操作できる。その他の機能には、カウントまたは放射線量での読みやすい表示、およびカウント数を音で知らせることができる。これは通常、ガイガー式測定器に付随する「カチッ（click)」という音であり、放射線のカウント数や線量が一定の割合を超えたときのアラーム警告音にもなる。シンチレーション検出器などのデュアルチャネル検出器の場合、通常、アルファとベータで異なる音を出す。これにより、オペレーターは放射線量と検出される粒子のタイプの両方を迅速に知ることができる。これらの機能により、ユーザーは放射線の検出率を音声で確認しながら、測定器の操作に集中することができる。
メーターは、プローブと処理用電子機器が1つのハウジングに完全に統合されており、片手で使用することができる。また、検出器のプローブと電子機器を別々のハウジングに収納し、信号ケーブルで接続することもできる。この後者は、プローブの操作が容易なため、複雑な表面の放射能汚染をチェックするのに適している。

### 読み出し
アルファ線とベータ線の読み取り値は通常カウントであり、ガンマ線とX線の読み取り値は通常放射線量となる。この後者のSI単位は、シーベルト。粒子の種類、そのエネルギー、およびセンサーの特性に依存するため、カウント率から線量率への単純な普遍的な変換は無い。そのため、カウントレートは、特定のアプリケーションのために計算された値として、コンパレータとして、または絶対的なアラーム閾値に対して使用される傾向がある。その後、線量測定値が必要な場合は、線量計を使用することができる。これを支援するために、一部の機器には線量とカウント率の両方の表示がある。
電池式メーターは通常、電池残量をチェックする機能がついている。

## 線量計とスケーラー
サーベイメーターは、線量計またはスケーラーにすることができる。
放射線防護の分野では、検出された事象の割合を読み取る装置を通常、線量計と呼んでいるが、これは1936年にN.S.Gingrichらによって初めて開発さた。これにより、放射線量をリアルタイムでダイナミックに表示することができ、この原理は保健物理学や放射線サーベイメーターとして広く利用されている。
一定期間に検出されたイベントを合計する機器は、スケーラー（scaler)と呼ばれる。この俗称は、自動計数の黎明期に、高速のカウントレートを機械式計数器が記録できる速度にまで分周するために、スケーリング回路が必要だったことに由来する。この技術は、キャベンディッシュ研究所のC. E. Wynn-Williamsによって開発され、1932年に初めて発表された。当初のカウンターは、「エクレス・ジョーダン・デバイダー」という回路を使用していて、現在はフリップ・フロップとして知られている。これは、1950年代にデカトロン管が登場して始まった電子式インジケーターの時代以前のことである。

## 測定技術と解釈

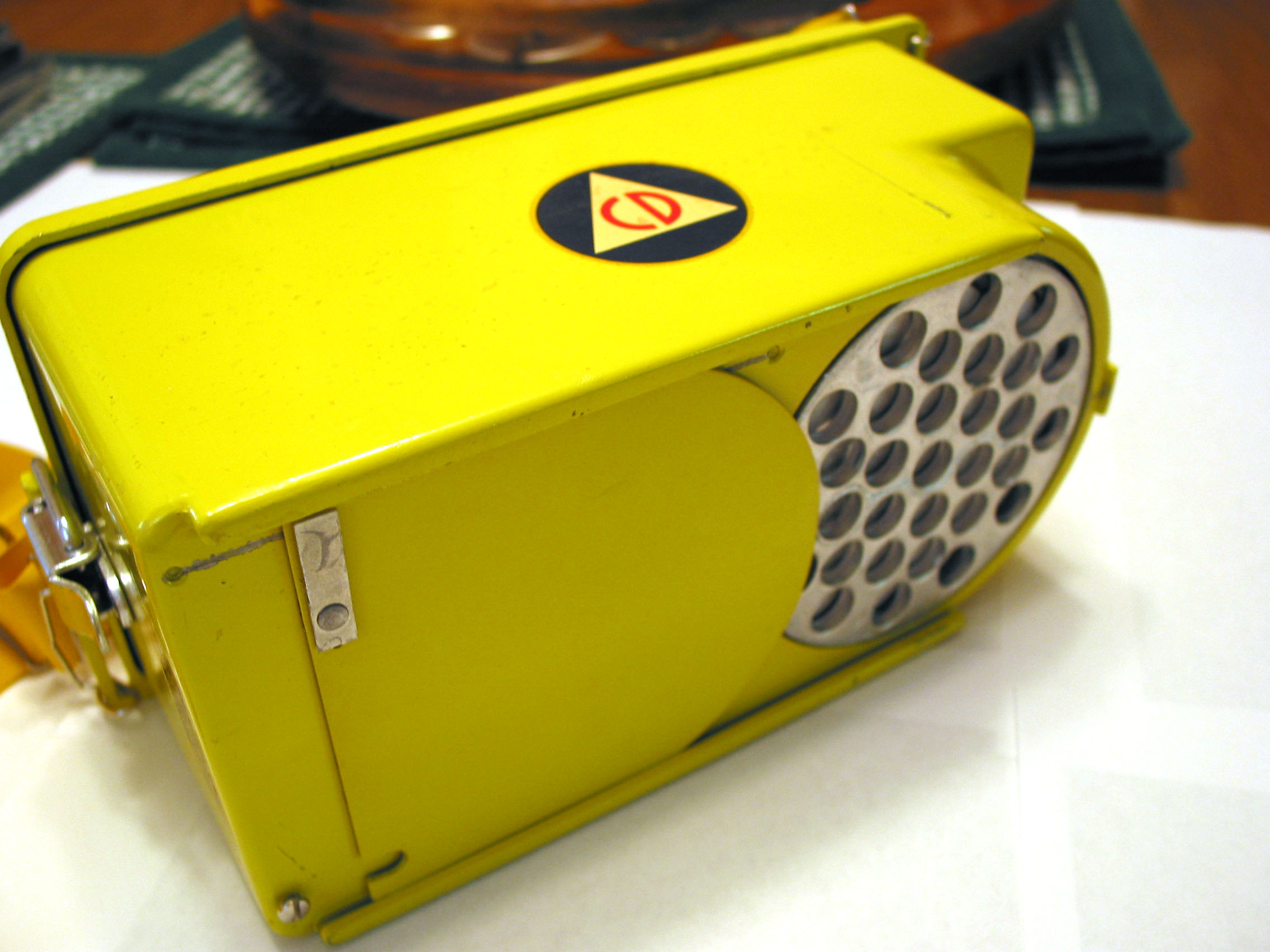
スライド式ベータシールドのあるサーベイメーター

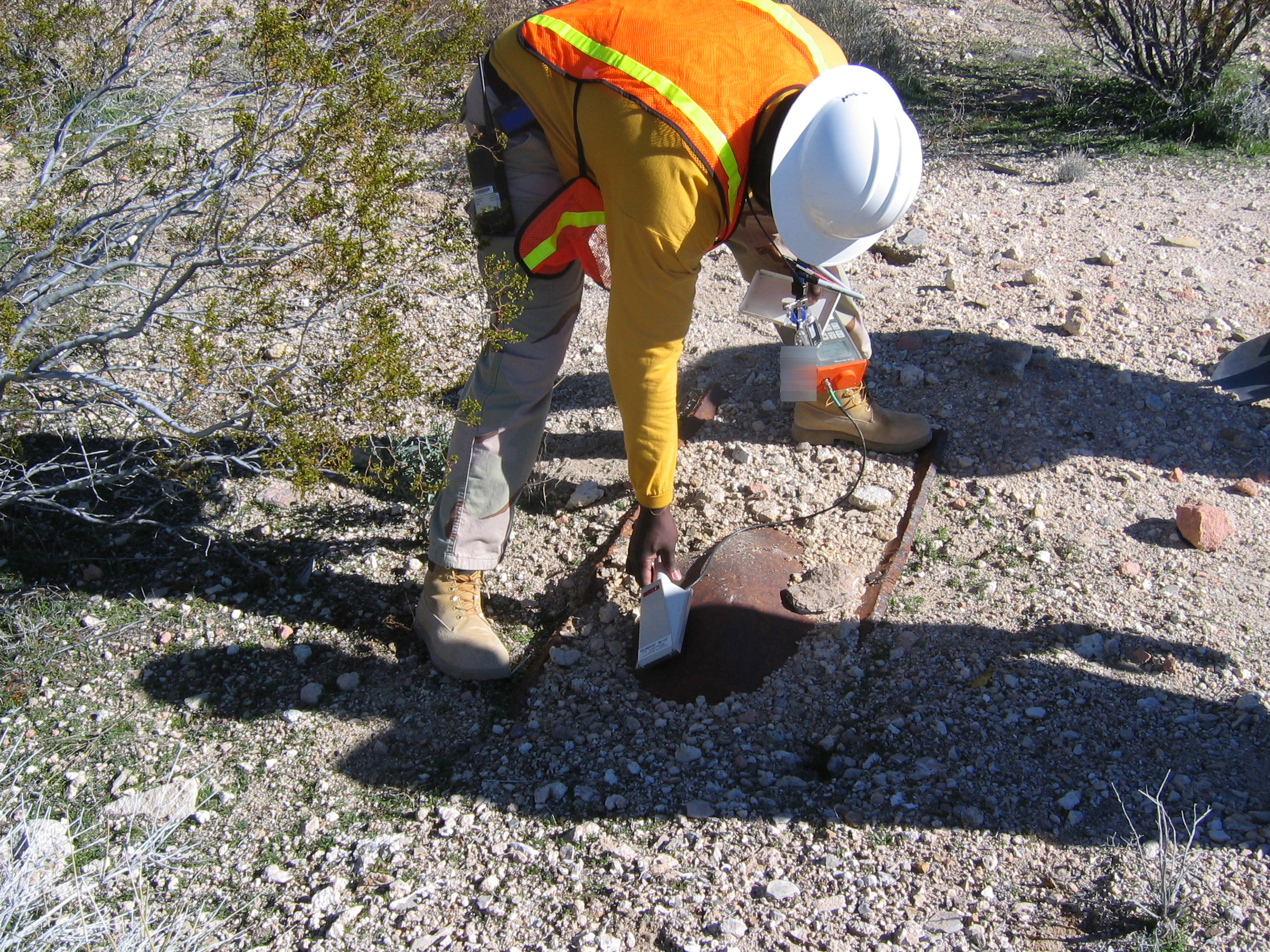
表面放射能汚染を測定するために使用されているシンチレーションプローブ。プローブを可能な限り対象物に近づける

適切な機器を使用するためには、ユーザーは遭遇する放射線の種類を認識していなければならない。さらに複雑なのは、2種類以上の放射線が存在する「混合放射線場」が存在する可能性があることだ。多くの機器は、アルファ線とベータ線、ベータ線とガンマ線など、2種類以上の放射線に反応するため、オペレーターはこれらを識別する方法を知っていなければならない。手持ちの機器を使用する際に必要なスキルは、機器を操作するだけでなく、放射線の被曝率や検出された放射線の種類などの結果を解釈することである。
例えば、ガイガー管を使用した機器では、アルファ線とベータ線を区別することはできない。しかし、適切な計数効率を得るためには、通常、検出器の管がアルファ線源から10mm以内になければならないため、検出器を放射線源から遠ざけると、アルファ線の減少が明らかになる。オペレーターは、アルファ線とベータ線の両方が存在することを推測できるようになる。同様に、ベータ/ガンマガイガー測定器の場合、ベータ線のエネルギーによっては、ベータ線が数メートルの範囲に影響を及ぼすことがあり、ガンマ線だけが検出されているという誤った推測を生む可能性があるが、スライディングシールドタイプの検出器を使用する場合は、ベータ線を手動で遮蔽して、ガンマ線の測定値だけを残すことができる。
そのため、ルーチンチェックでアルファ線とベータ線のエミッターが同時に出てくるような場所では、アルファ線とベータ線を識別できる二重蛍光体シンチレーションプローブのような機器が使用される。このタイプのカウンターは「デュアルチャンネル」と呼ばれ、放射線の種類を識別し、それぞれの放射線を別々に表示することができる。
しかし、シンチレーションプローブは、高いガンマ線バックグラウンドレベルの影響を受ける可能性があるため、熟練したオペレーターが機器が補正できるようにチェックする必要がある。一般的な手法としては、アルファ線やベータ線のエミッターに近接した場所からカウンターを取り除き、ガンマ線の「バックグラウンド」カウントを可能にすることである。その後の測定では、このカウントを差し引くことができる。
線量調査では、ガイガーカウンターは放射線源の位置を特定するためだけに使用されることが多く、その後、より正確な測定を行うために、精度が高く、より高い線量率をカウントできる電離箱機器が使用されている。
以上のことから、機器の機能や操作方法には様々なものがあるが、信頼できる結果を得るためには、熟練したオペレーターによる使用が必要である。英国安全衛生局は、対象となる用途に適した機器の選択、およびそのような機器のケアと使用に関するガイダンスノートを発行している。